# نادي غومرسباخ لكرة اليد
نادي غومرسباخ لكرة اليد هو نادي كرة يد في ألمانيا تأسس في سنة 1861. يلعب في الدوري الألماني لكرة اليد. تبلغ سعة ملعبه 4132 متفرجا.

## البطولات
- دوري أبطال أوروبا لكرة اليد :
  - 1967, 1970, 1971, 1974, 1983